# Jean Coyette
Jean Coyette, né à Jumet (Charleroi) le 20 décembre 1906 et mort à Charleroi le 18 août 1973, est un avocat, magistrat, membre du Conseil d'État et homme politique belge socialiste. Il est également un militant et propagandiste wallon ainsi que résistant pendant la Seconde Guerre mondiale.

## Biographie
Jean Émile Michel Ghislain Coyette, né à Jumet le 20 décembre 1906, est le fils d'Émile Coyette, maître-brasseur, et d'Anaïse Tricot. Il a épousé Ida de Ridder, une des premières avocates au barreau de Charleroi.
Ayant obtenu son diplôme de docteur en droit, il s'inscrit comme avocat au barreau de Charleroi.
Pendant longtemps, il s'intéresse de près au mouvement wallon et la culture wallonne, s'en faisant un ardent propagandiste. Il rencontre à vingt ans plusieurs militants wallons, notamment comme membre du comité de rédaction de L'Opinion wallonne (1928) de Raymond Colleye où il fait la connaissance d'Achille Chavée et Walter Thibaut. Les deux Louviérois sont plutôt fédéralistes, lui-même est réunioniste. Il est présent au deuxième congrès de la Concentration wallonne (1931), fonde l’asbl Radio-Wallonie (1932), collabore à la revue  Le Pays Noir (1932-1935). En 1938, il participe au premier Congrès des socialistes wallons à Liège. Il donne de nombreuses conférences dans la région de Charleroi sur la Wallonie et la langue wallonne dans les années 1930. Passionné de folklore local, il a pendant longtemps participé au Tour de la Madeleine et a été nommé président de l'association des Amis de la Madeleine à Jumet. 
Quoique membre du Parti ouvrier belge, Coyette a été influencé par les idées de Maurras et de l’Action française. Fin 1938, il se présente aux élections communales de Jumet et est élu conseiller communal. En 1939, il est nommé échevin des Travaux.
Au début de la Seconde Guerre mondiale, Jean Coyette s'engage dans l'armée belge comme volontaire de guerre. Lors l'invasion de la Belgique en mai 1940, il parvient à se réfugier en zone non occupée et ce jusqu'en janvier 1942. Il gagne ensuite Londres. En avril 1943, il est envoyé en mission par le Political Warfare Executive (action, psychologique), de la Sûreté de l'État à Londres, branche autonome du Special Operations Executive (SOE), service secret britannique. Comme capitaine ARA (agent du Service de Renseignement et d'Action), il participe au réseau de renseignements créé  par Georges Thone, Maurice Firket, Arthur Gailly et l’abbé Jules Mahieu.  Il est ainsi parachuté le 13 avril 1943 au sud de Huy, en vue de démoraliser les troupes allemandes grâce à ses relations dans les milieux socialistes (mission Porcupine-Mandrill du service Marc). Coyette, ayant mené à bien sa mission, arrive en Suisse le 16 août 1943, par la Filière Tempo). Il prend le pseudonyme de Cordelet, retourne en Belgique pour remettre plusieurs millions de francs à Henri Pauwels de la Confédération des syndicats chrétiens, H.Fuss (directeur du ministère du Travail démis par les Allemands en 1940) et au Réseau Socrate. Le but était d'activer les opérations de sabotage notamment dans les chemins de fer. Après la Libération, il revient en Belgique en septembre 1944 comme capitaine de la brigade belge.
En 1946, Coyette participe au comité de Courcelles de Wallonie libre. En février 1945, il devient magistrat comme juge d’instruction au tribunal de première Instance de Charleroi, puis, lorsqu'est créé le Conseil d’État en 1947,  il en devient l'un des membres. Cette fonction l'oblige à un devoir de réserve mais il garde des contacts étroits avec les militants wallons. Parfait bilingue du rôle français, il est désigné comme membre de la section des conflits de compétences, peu avant sa mort.
De 1971 à 1973, il est président de chambre du Conseil d'État.

## Hommage et distinction
Le 22 juillet 1983, la ville de Charleroi inaugure la rue Jean Coyette dans la commune de Jumet-Heigne.
La distinction suivante lui a été attribuée par le roi d'Angleterre en 1946 :
- membre de l'ordre de l'Empire britannique.